# NEMS
Nanoelectromechanical Systems (NEMS) är som MEMS fast i nanometerskala. Det är nästa steg i utvecklingen av MEMS. NEMS kopplar ihop nanoelektronik med mekanik det vill säga att man kan få ut elektriska signaler från objekt i nanometerstorlek som rör sig. Med objekt i nanometerstorlek så spelar kvantmekaniska effekter en betydande roll.